# گلیز ۲۵۰
گلیز ۲۵۰ یک ستاره است که در صورت فلکی تک‌شاخ قرار دارد.